# Lago San Pedro
Lago San Pedro ist eine Ortschaft und eine Parroquia rural („ländliches Kirchspiel“) im Kanton La Joya de los Sachas der ecuadorianischen Provinz Orellana. Sitz der Verwaltung ist die gleichnamige Ortschaft, knapp 12 km nordwestlich vom Kantonshauptort La Joya de los Sachas gelegen. Die Parroquia besitzt eine Fläche von 75,87 km². Die Einwohnerzahl lag im Jahr 2010 bei 1861. Davon lebten 600 im Hauptort. 5 Prozent der Bevölkerung gehören zur indigenen Ethnie der Kichwa.

## Lage
Die Parroquia Lago San Pedro liegt im Amazonastiefland etwa 25 km nordnordöstlich der Provinzhauptstadt Puerto Francisco de Orellana. Das Areal liegt auf einer Höhe von etwa 300 m. Es misst in Ost-West-Richtung knapp 12 km sowie in Nord-Süd-Richtung maximal 9,5 km. Der Hauptort liegt zentral im Verwaltungsgebiet am Ostufer des 3 ha großen namengebenden Sees Laguna San Pedro.
Die Parroquia Lago San Pedro grenzt im Nordosten an die Parroquia Enokanqui, im Südosten und im Süden an die Parroquia La Joya de los Sachas, im Westen an die Parroquia San Sebastián del Coca sowie im Norden an die Parroquia Tres de Noviembre.

## Wirtschaft
Ende des 20. Jahrhunderts ließen sich Siedler aus dem Andenhochland in dem Gebiet nieder. Heute ist es weitgehend mit landwirtschaftlichen Nutzflächen bedeckt. Etwa 17 Prozent der Fläche ist noch mit ursprünglichen Wäldern bedeckt.